# Río Baup
El río Baup es un río del Sudoeste de Francia. Nace en los Pirineos, en el departamento de Ariège, cerca de la frontera con España, y desemboca en el río Salat, a la altura de Saint-Girons.
- Datos: Q2892053
- Multimedia: Baup River / Q2892053